# Dalem (Tilburg)
Dalem is de benaming voor een westelijk deel van de Reeshof dat uit twee wijken bestaat: Dalem Noord en Dalem Zuid. Dalem Noord bestaat uit de buurten Dalem Noord I, Dalem Noord II en Stadsrand Dalem Noord. De wijk Dalem Zuid bestaat uit de buurten Dalem Zuid I, Dalem Zuid II en Stadsrand Dalem Zuid. Tezamen vormen de twee wijken met ongeveer 8000 inwoners een groot deel van het westelijke gedeelte van de Reeshof.
Dalem is ingeklemd tussen de N260 aan de westelijke zijde en door het natuurgebied van de Donge aan de oostelijke zijde. Dalem grenst in het noord-oosten aan Tuindorp de Kievit, in het oosten aan Dongewijk en zuidelijk aan Koolhoven.